# Давід Томаля
Давід Томаля (27 серпня 1989 , Тихи ) — польський легкоатлет, що спеціалізується на спортивній ходьбі, олімпійський чемпіон 2020 року.

## Кар'єра
| Рік                | Змагання                                        | Місце проведення    | Місце              | Дисципліна               | Результат          | Примітки           |
| Представник Польща | Представник Польща                              | Представник Польща  | Представник Польща | Представник Польща       | Представник Польща | Представник Польща |
| ------------------ | ----------------------------------------------- | ------------------- | ------------------ | ------------------------ | ------------------ | ------------------ |
| 2009               | Командний чемпіонат Європи зі спортивної ходьби | Метц, Франція       | 16                 | ходьба на 20 км          | 1:30:56            |                    |
| 2009               | Командний чемпіонат Європи зі спортивної ходьби | Метц, Франція       | 3                  | командна ходьба на 20 км | 40 очків           |                    |
| 2009               | Чемпіонат Європи серед молоді                   | Каунас, Литва       | 7                  | ходьба на 20 км          | 1:25:26            |                    |
| 2010               | Командний чемпіонат світу зі спортивної ходьби  | Чіуауа, Мексика     | 36                 | ходьба на 20 км          | 1:29:21            |                    |
| 2010               | Чемпіонат Європи                                | Барселона, Іспанія  | 19                 | ходьба на 20 км          | 1:25:50            |                    |
| 2011               | Чемпіонат Європи серед молоді                   | Острава, Чехія      | 1                  | ходьба на 20 км          | 1:24:21            |                    |
| 2012               | Командний чемпіонат світу зі спортивної ходьби  | Саранськ, Росія     | —                  | ходьба на 20 км          | DNF                |                    |
| 2012               | Олімпійські ігри                                | Лондон, Японія      | 19                 | ходьба на 20 км          | 1:21:55            |                    |
| 2013               | Командний чемпіонат Європи зі спортивної ходьби | Дудінце, Словаччина | —                  | ходьба на 20 км          | DNF                |                    |
| 2013               | Чемпіонат світу                                 | Москва, Росія       | —                  | ходьба на 20 км          | DNF                |                    |
| 2016               | Командний чемпіонат світу зі спортивної ходьби  | Рим, Італія         | 35                 | ходьба на 20 км          | 1:23:07            |                    |
| 2018               | Командний чемпіонат світу зі спортивної ходьби  | Тайцан, Китай       | 48                 | ходьба на 20 км          | 1:29:04            |                    |
| 2018               | Чемпіонат Європи                                | Берлін, Німеччина   | 19                 | ходьба на 20 км          | 1:25:06            |                    |
| 2019               | Кубок Європи зі спортивної ходьби               | Алітус, Латвія      | 33                 | ходьба на 20 км          | 1:27:31            |                    |
| 2019               | Чемпіонат світу                                 | Доха, Катар         | 32                 | ходьба на 20 км          | 1:38:15            |                    |
| 2021               | Командний чемпіонат Європи зі спортивної ходьби | Подєбради, Чехія    | 25                 | ходьба на 20 км          | 1:24:54            |                    |
| 2021               | Олімпійські ігри                                | Токіо, Японія       | 1                  | ходьба на 50 км          | 3:50:08            |                    |